# Antoine Marin
Antoine Claude Marc Marin est un acteur français né le 24 août 1926 dans le 4e arrondissement de Lyon et mort à le 21 janvier 1994 dans le 20e arrondissement de Paris.

## Filmographie

### Cinéma
- 1961 : Les Amants de Teruel de Raymond Rouleau : Pablo
- 1962 : Mélodie en sous-sol d'Henri Verneuil : Un passager du train de banlieue
- 1964 : Les Gorilles de Jean Girault
- 1964 : Le Majordome de Jean Delannoy : Un truand
- 1964 : Thomas l'imposteur de Georges Franju
- 1964 : Patate de Robert Thomas : M. Turgot
- 1964 : Passeport diplomatique agent K 8 de Robert Vernay
- 1964 : La Bonne Soupe de Robert Thomas : Le client au veston large
- 1965 : Fantomas se déchaîne d'André Hunebelle : Un inspecteur
- 1965 : Mademoiselle de Tony Richardson : Armand
- 1966 : Le Soleil des voyous de Jean Delannoy : Le chef cuisinier
- 1967 : La Fille d'en face de Jean-Daniel Simon : L'ouvrier
- 1971 : Une journée bien remplie de Jean-Louis Trintignant : Albert Roux
- 1972 : Bananes mécaniques de Jean-François Davy
- 1972 : Prenez la queue comme tout le monde de Jean-François Davy
- 1973 : Défense de savoir de Nadine Trintignant
- 1973 : J'irai comme un cheval fou de Fernando Arrabal : Le boucher
- 1974 : On s'est trompé d'histoire d'amour de Jean-Louis Bertuccelli : Le photographe
- 1976 : Julie pot de colle de Philippe de Broca
- 1976 : L'Aile ou la Cuisse de Claude Zidi : Le collaborateur de M. Duchemin, ancien plombier
- 1976 : La Nuit de Saint-Germain-des-Prés de Bob Swaim
- 1977 : Gloria de Claude Autant-Lara : L'impresario
- 1978 : Le Gendarme et les Extra-terrestres de Jean Girault : L'automobiliste verbalisé
- 1980 : Les Phallocrates de Claude Pierson : L'hôtelier
- 1980 : Les Contes de La Fontaine de José Bénazéraf : Le notaire
- 1980 : Tous vedettes de Michel Lang : Le client belge du restaurant
- 1982 : Qu'est-ce qu'on attend pour être heureux ! de Coline Serreau : Scipion
- 1984 : La Femme ivoire de Dominique Cheminal : Le commerçant

### Télévision
- 1958 : En votre âme et conscience :  Le Troisième Accusé ou l'Affaire Gayet de Claude Barma
- 1958 : En votre âme et conscience, épisode : Un combat singulier ou l'Affaire Beauvallon de Jean Prat
- 1960 : Trésor-party de Bernard Régnier, d'après le roman Money in the Bank (Valeurs en coffre) publié en 1946 par Pelham Grenville Wodehouse, mise en scène Jean-Christophe Averty.
- 1968 : Au théâtre ce soir : Liberté provisoire de Michel Duran, mise en scène Robert Manuel, réalisation Pierre Sabbagh, Théâtre Marigny
- 1968 : Les Enquêtes du commissaire Maigret de Claude Barma, épisode Félicie est là : Le menuisier
- 1971 : Le Miroir 2000 de François Villiers
- 1971 : Aux frontières du possible : le dossier des mutations V de Victor Vicas
- 1972 : Les Enquêtes du commissaire Maigret de François Villiers, épisode Maigret se fâche : Le Commissaire
- 1973 : Joseph Balsamo, feuilleton télévisé d'André Hunebelle
- 1972 : Les Rois maudits, feuilleton télévisé de Claude Barma
- 1972 : Au théâtre ce soir : Histoire d'un détective de Sidney Kingsley (en), mise en scène Jean Meyer, réalisation Pierre Sabbagh, Théâtre Marigny
- 1973 : Molière pour rire et pour pleurer de Marcel Camus, (Feuilleton TV)
- 1973 : Le Double Assassinat de la rue Morgue de Jacques Nahum
- 1974 : Au théâtre ce soir : Les affaires sont les affaires d'Octave Mirbeau, mise en scène Jean Meyer, réalisation Georges Folgoas, Théâtre Marigny
- 1974 : Chéri-Bibi de Jean Pignol
- 1974 : Les Brigades du Tigre de Victor Vicas, épisode : Les Vautours
- 1976 : Les Brigades du Tigre, épisode Don de Scotland Yard de Victor Vicas
- 1977 : D'Artagnan amoureux, mini-série de Yannick Andréi : le moine
- 1977 : Recherche dans l'intérêt des familles de Philippe Arnal

## Théâtre
- 1952 : Les Fous de Dieu de Friedrich Dürrenmatt, mise en scène Catherine Toth, Théâtre des Noctambules
- 1953 : Le Gardien des oiseaux de François Aman-Jean, mise en scène Sacha Pitoëff, Théâtre des Noctambules
- 1955 : La Monnaie de ses rêves d'André Ransan, mise en scène René Rocher, Théâtre du Grand-Guignol
- 1955 : La Tueuse de André-Paul Antoine, Théâtre du Grand-Guignol
- 1957 : Bille en tête de Roland Laudenbach, mise en scène Jean-Jacques Varoujean, Théâtre de la Michodière
- 1957 : Jupiter de Robert Boissy, mise en scène Jacques-Henri Duval, Théâtre des Célestins
- 1958 : La Mouche bleue de Marcel Aymé, mise en scène Claude Sainval, Théâtre des Célestins
- 1960 : Les Oiseaux d'Aristophane, mise en scène Guy Kayat, Théâtre des Arts
- 1968 : La Dame de Chicago de Frédéric Dard, mise en scène Jacques Charon, Théâtre des Ambassadeurs
- 1969 : Le Boulanger, la Boulangère et le Petit Mitron de Jean Anouilh, mise en scène Jean Anouilh et Roland Piétri, Théâtre des Célestins
- 1971 : Amorphe d'Ottenburg de Jean-Claude Grumberg, mise en scène Jean-Paul Roussillon, Comédie-Française au Théâtre national de l'Odéon
- 1972 : Histoire d'un détective de Sidney Kingsley (en), mise en scène Jean Meyer, Théâtre des Célestins
- 1973 : Le Paysan parvenu d'Albert Husson d'après Marivaux, mise en scène Jean Meyer, Théâtre des Célestins
- 1973 : Sainte Jeanne de George Bernard Shaw, mise en scène Pierre Franck, Théâtre des Célestins
- 1973 : Les affaires sont les affaires d'Octave Mirbeau, mise en scène Jean Meyer, Théâtre des Célestins
- 1974 : Le Bourgeois gentilhomme de Molière, mise en scène Jean Meyer, Théâtre des Célestins

## Doublage

### Cinéma

#### Films
- Pat Hingle dans :
  - WUSA (1970)[2] : Bingamon
  - Le Retour de l'inspecteur Harry (1983) : le chef Jannings
  - Le Jeu du faucon (1985) : M. Boyce

- William Hootkins dans :
  - Star Wars, épisode IV : Un nouvel espoir (1977) : Porkins (Red 6)
  - Guerre et passion (1979) : Beef
  - Flash Gordon (1980) : Munson

- Roy Kinnear dans :
  - Hammett (1982) : Eddie Hagedorn
  - Le Retour des Mousquetaires (1989) : Planchet

- 1939[3] : Monsieur Smith au Sénat : le gouverneur Hubert Hopper (Guy Kibbee)
- 1964 : La flotte se mouille : Elroy Carpenter (Bob Hastings)
- 1968 : Casse au Vatican : le cardinal Masoli (Guido Alberti)
- 1969 : Goodbye, Mr. Chips : William Baxter (Jack Hedley)
- 1970[2] : WUSA : le patron du bar (Richard La Marr)
- 1971 : Orange mécanique : le conspirateur (John Savident)
- 1971 : L'Organisation : William Martin (Graham Jarvis)
- 1972 : Viol en première page : l'appariteur de l'école (Massimo Patrone)
- 1973 : Police Puissance 7 : Bo (Bill Hickman)
- 1973 : Les Dix Derniers Jours d'Hitler : Pr Gebhardt (Timothy West) / un officier allemand (Alan Harris)
- 1974 : Contre une poignée de diamants : le bijoutier[Qui ?]
- 1975 : Adieu ma jolie : le commissaire (Logan Ramsey)
- 1976 : Week-end sauvage : M. Doobie (Al Bernardo)
- 1977 : L'Espion qui m'aimait : Sir Frederick Gray (Geoffrey Keen)
- 1978 : Les Enfants de la rivière : le gardien du château de Harthover (Paul Luty)
- 1979 : Bienvenue, mister Chance : David, le chauffeur (Donald Jacob)
- 1980 : Ça va cogner : Luther Quince (Logan Ramsey)
- 1980 : Héros ou Salopards : le capitaine Donald Robertson (Rob Steele)
- 1981 : Halloween 2 : M. Garrett (Cliff Emmich)
- 1982 : Firefox, l'arme absolue : Kenneth Aubrey (Freddie Jones)
- 1983 : Escroc, Macho et Gigolo : le capitaine Browning (Don Sebastian)
- 1983 : Quand faut y aller, faut y aller : le chef-cuisinier de l'hôtel[Qui ?]
- 1983 : Outsiders : Jerry Wood (Gailard Sartain) (1er doublage)
- 1983 : Superman 3 : l'aveugle (Graham Stark) / M. Stokis (R.J. Bell)
- 1984 : Top secret ! : Maître D' (John Sharp)
- 1984 : Haut les flingues ! : Doc Loomis (Arthur Malet)
- 1984 : La Machination : le capitaine Bertelli (Dick Sollenberger)
- 1985 : La Couleur pourpre : le maire (Phillip Strong)
- 1986 : Stand by Me : M. Quidacioluo (Bruce Kirby)
- 1987 : Les Incorruptibles : Mike Dorsett (Richard Bradford)
- 1990 : Robocop 2 : Poulos (Phil Rubenstein (en))
- 1991 : Un privé  en escarpins : Babe (Mike Hagerty) / Cabbie (Mike Bacarella)

#### Film d'animation
- 1988 : Dragon Ball : L'Aventure mystique : le sergent métallique / le commentateur du tournoi

### Télévision

#### Téléfilm
- 1975 : Le Comte de Monte-Cristo : M. Morrell (Harold Bromley)

#### Séries télévisées
- 1966 : Batman : le Roi Tut (Victor Buono) - 3e voix
- 1980-1995 : Les Feux de l'amour : le colonel Douglas Austin (Michael Evans) - 1re voix
- 1981-1989 : Dynastie : Buckley 'Buck' Fallmont (Richard Anderson) - 2e voix
- 1990 : Twin Peaks : le révérend Clarence Blocklehurst (Royce D. Applegate)

#### Séries animées
- 1968 : Batman : Chapeau Claque
- 1977 : Les Nouvelles Aventures de Batman : Chicot
- 1980 : Rody le petit Cid : l'aubergiste